# Бодров, Игорь Валерьевич
Игорь Валерьевич Бодров (род. 9 июля 1987, Харьков) — украинский легкоатлет (спринтер), мастер спорта Украины международного класса по легкой атлетике, золотой медалист Универсиады-2013 в эстафете 4×100 метров, с 25 июля 2013 — кавалер ордена «За заслуги» 3 степени.

## Биография
В 2004 году закончил Харьковское государственное высшее училище физической культуры № 1. По состоянию на лето 2013 года — студент 3-го курса Харьковского политехнического института.
Больше всего ему удаётся дистанция на 200 метров. Тренеры — Валерий Васильевич и заслуженный тренер Украины Надежда Бодровы, Мухин Олег Анатольевич.
- 2004—2009 годы — неоднократный чемпион Украины.
- 2005 — финалист чемпионата Европы среди юниоров.
- 2006 — финалист чемпионата мира среди юниоров.
- 2007 — финалист чемпионата Европы среди молодёжи.
- 2008 — участник Олимпийских игр в Пекине, победитель Кубка Европы.
- В 2012 году представлял сборную Харьковской области при отборе на Олимпиаду-2012.

### Универсиада 2013
На летней Универсиаде, которая проходила с 6-го по 17 июля в Казани, Игорь представлял Украину в двух дисциплинах и завоевал золотую медаль вместе с Русланом Перестюком, Сергеем Смеликом и Виталием Коржем.
В предыдущем раунде украинцы квалифицировались первыми с результатом 38.75 секунды. В финале они улучшили своё время до 38.56, что позволило занять первое место (второе место у японцев (39.12), бронзовые награды у поляков (39.29)).
Также Бодров принимал участие в соревнованиях в беге на 100 метров, где в финале занял 5 место с результатом 10.29 секунды. Сергей Смелик в этом соревновании был четвёртым. Лучшим в этой дисциплине стал спортсмен из Южной Африки Анас Йободвана.

## Государственные награды
Орден «За заслуги» III степени (25 июля 2013) — за достижение высоких спортивных результатов на XXVII Всемирной летней Универсиаде в Казани, самоотверженность и волю к победе, повышение международного авторитета Украины.